# Мятлик однолетний
Мя́тлик одноле́тний (лат. Póa ánnua)  — вид травянистых растений рода Мятлик (Poa) семейства Злаки (Poaceae).

## Ботаническое описание

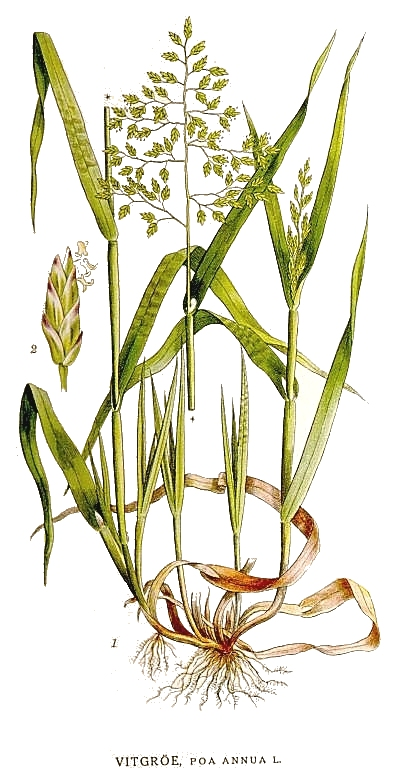

Однолетнее, двулетнее, реже многолетнее сорное растение, образующее дерновину. Корни мочковатые. Стебли голые, полегающие.
Листья зелёные, мягкие, плоские, 2—4 см длиной. Влагалища голые, гладкие. Лигулы 1,5—2 мм длиной.
Соцветие — пирамидальная раскидистая метёлка с гладкими веточками. Колоски длиной 3—6 мм, содержат три — семь цветков. Колосковые чешуи тупые; нижняя чешуя с одной жилкой, верхняя чешуя — с тремя жилками. Каллус голый. Длина пыльников не больше 1 мм. Цветёт с мая по сентябрь, плодоносит в июне — октябре.
Описан из Европы.

## Экология и распространение
Обитает у дорог, на лужайках, прибрежных галечниках, в местах интенсивного выпаса скота и вытаптывания.
Ареал: Космополит.
Мятлик однолетний — единственный вид цветковых растений, который создал гнездовую популяцию в прибрежных районах Антарктики в результате неоднократной антропогенной интродукции. Первое появление этого вида в Антарктике наблюдалось в 1953 г. Мятлик однолетний населяет преимущественно антропогенные места, но в последнее время вошел в тундровые сообщества. Функционирование в Антарктике было бы невозможно без приспособлений, позволяющих растениям сохраняться в специфических климатических условиях, типичных для этой зоны. Мятлик однолетний хорошо адаптируется к стрессам окружающей среды и нестабильным местообитаниям: огромная фенотипическая и генотипическая изменчивость, небольшой размер, пластичный жизненный цикл (типы жизненного цикла от однолетних до многолетних форм). Распространение в районе Антарктического полуострова является классическим примером процесса экспансии после антропогенной интродукции инвазивных видов и иллюстрирует опасности для наземных экосистем Антарктики, связанные с увеличением трафика людей.

## Синонимика
По данным The Plant List, вид имеет следующие синонимы и инфравидовые ранги:

### Синонимы
- Aira pumila Pursh
- Catabrosa pumila (Pursh) Roem. & Schult.
- Ochlopoa annua (L.) H.Scholz
- Poa aestivalis J.Presl
- Poa algida Trin.
- Poa annua var. annua
- Poa annua f. annua
- Poa annua subsp. annua
- Poa annua var. aquatica Asch.
- Poa annua var. eriolepis É.Desv.
- Poa annua f. lanuginosa Sennen
- Poa annua f. ovalis (Tineo) Trab.
- Poa annua f. purpurea Mike L.Grant
- Poa annua f. reptans (Hausskn.) T.Koyama
- Poa annua var. reptans Hausskn.
- Poa annua var. rigidiuscula Dewey
- Poa annua var. sericea Parn.
- Poa annua var. triflora Schur
- Poa annua var. viridis Lej.
- Poa bipollicaris Hochst.
- Poa hansiana Nees
- Poa hohenackeri Trin.
- Poa humilis Lej.
- Poa meyenii Nees & Meyen
- Poa ovalis Tineo
- Poa pratensis var. hohenackeri (Trin.) Griseb.
- Poa puberula Steud.
- Poa royleana Nees ex Steud.
- Poa variegata Haller f.

### Инфравидовые ранги
- Poa annua f. picta (Beck) Maire
- Poa annua var. pilantha Ronniger
- Poa annua subsp. pilantha (Ronniger) H.Scholz
- Poa annua var. rigidula (Schur) Asch. & Graebn.